# Direct Hits
«Direct Hits» —en español: «Éxitos directos»— es un álbum de grandes éxitos de la banda estadounidense de rock The Killers lanzado el 11 de noviembre de 2013 a través de Island Records. El álbum incluye los sencillos de los primeros cuatro álbumes de estudio del grupo hasta la fecha, además de dos nuevas canciones, «Shot at the Night» y «Just Another Girl», producidas por M83 y Stuart Price, respectivamente.
En cuanto a la publicación del álbum, el vocalista Brandon Flowers afirmó que "esta grabación se siente como una manera de limpiar todo y pasar al siguiente nivel".

## Antecedentes y grabación
En 2013, durante la Battle Born World Tour de la banda, The Killers comenzaron a grabar material nuevo para el lanzamiento de un posible sencillo o un nuevo álbum de estudio. En junio de 2013, el baterista Ronnie Vannucci Jr. indicó que "no únicamente estamos grabando demos, sino que estamos haciendo grabaciones reales. Aunque, en realidad, nunca se sabe que será finalmente. Pero tenemos a nuestro ingeniero y estamos trabajando con un par de invitados sorpresas en cuanto a productores. Algunas de esas canciones ya están sonando bastante bien. Tenemos la capacidad de hacer buenas grabaciones y, a la vez, malas grabaciones. Por eso siempre converso con Brandon [Flowers] sobre trabajar a partir de bases más simples, ya que eso nos simplifica las cosas. Si estas nuevas pistas desarrollan un tema, un hilo conductor, entonces esto podría ser el comienzo de algo". Por su parte, el guitarrista Dave Keuning afirmó que "no estoy diciendo que un nuevo álbum va a salir pronto ni nada de eso. A veces simplemente la gente lanza canciones para promocionar algún tipo de compilación. Nos gustaría tener una nueva canción por ahí pronto".
La canción «Shot at the Night» fue producida por el miembro de M83, Anthony González, quien anteriormente había sido un músico de apoyo de la banda durante la Day & Age World Tour. La discográfica de la banda, Island Records, sugirió a González para que fuese un posible productor del grupo tras el éxito del sexto álbum de estudio de M83, Hurry Up, We're Dreaming, lanzado en 2011. Dave Keuning comentó "había una cosa mutua como 'creemos que eso es bueno, lo probaremos'. Es algo que finalmente encajó con nuestro estilo". En cuanto a la colaboración de González en la banda, Flowers dijo que "él es nuevo dentro del mundo de la producción. Realmente es un asistente técnico, pero no se puede negar su musicalidad. Mucha gente produce gracias a las computadoras, pero él también es un verdadero músico. Stuart Price y él son conocidos por trabajar junto a las computadoras, pero son los tipos más musicales que he conocido".
Stuart Price, quien anteriormente había trabajado con la banda tanto en su tercer álbum de estudio, Day & Age (2008), como en Battle Born (2012), específicamente en «Miss Atomic Bomb», se encargó de la producción de la segunda canción inédita, «Just Another Girl». Con respecto a la canción, Flowers comentó que "con el tiempo Stuart Price se ha convertido en mi hermano: trabajamos bien juntos y siempre quedó impresionado con su musicalidad y sus gustos. Es diferente a «Shot at the Night», es como un relato. Percibes la canción de manera diferente".
Con respecto a estas dos nuevas grabaciones, Ronnie Vannucci dijo a NME que "estas dos son dos canciones pérdidas de nuestras nuevas canciones".

## Título del álbum
De acuerdo con el vocalista Brandon Flowers, Direct Hits originalmente iba a titularse Cream («Crema»). Según él, "la idea inicial, que tal vez era mejor, era Cream. Fue mi idea. Era un juego de palabras debido a que nuestra compilación de lados B se llamó Sawdust («Aserrín»), entonces le daba un poco más de sentido llamar a lo mejor de nosotros Cream". La idea original de Flowers para la carátula era una imagen de la Presa Hoover junto a un depósito con crema.

## Lanzamiento
Direct Hits fue anunciado el 16 de septiembre de 2013, cuando se cumplieron 10 años desde el primer concierto de la banda en el Reino Unido en el Dublin Castle de Londres. Al respecto, Flowers señaló que "estábamos muy emocionados de estar en suelo inglés aquella noche. Recuerdo haber entrado en pánico durante «Jenny Was a Friend of Mine», pero NME hizo una crítica positiva sobre nuestro concierto y eso nos ayudó mucho a la hora de seguir".
Cuando la discográfica planteó por primera vez la idea de un álbum de grandes éxitos, Flowers afirmó que el grupo estaba sorprendido: "Soy un poco joven para estar sacando ahora un grandes éxitos. Es demasiado pronto, pero la discográfica iba a hacerlo de todas maneras... así que decidimos involucrarnos en cuanto al arte del álbum y contribuir en un par de canciones". El baterista Ronnie Vannucci Jr. agregó: "Si fuese por nosotros, nos gustaría esperar otros 10 años más, pero es un asunto contractual. Actualmente, podemos llenar un CD y eso es un buen negocio en esta época del año. Sin embargo, no estamos tan contentos con nosotros mismos debido a esta publicación, se siente un poco forzado".
A pesar de todo, Flowers se enorgullece del lanzamiento: "Es la celebración de una década de nosotros. Para algunas personas quizás no es algo tan importante un «Lo mejor de...», pero me introduje en el mundo de la música gracias a «Lo mejor de...» Elton John, The Cars, Otis Redding, Johnny Cash... ¡Así que quiero promocionarlo! Estoy feliz de tener uno".
A la semana siguiente de haber sido publicado el álbum, cuatro canciones de The Killers estaban o volvieron a estar en la lista inglesa Top 100 singles. Estas fueron: «Shot at the Night» (#23), «Just Another Girl» (#83), «When You Were Young» (#87) y «Mr. Brightside (#88).

### Omisiones
Direct Hits no incluye los sencillos «Bones», «Tranquilize», «The World We Live In» y «Here with Me», ni tampoco la popular y aclamada por la crítica «Jenny Was a Friend of Mine» del álbum debut la banda, Hot Fuss, aunque esta última nunca fue lanzada como sencillo. Sin embargo, la canción «The Way It Was» de Battle Born fue incluida en el álbum a pesar de que jamás fue lanzada como sencillo. Con respecto a esta inclusión, Brandon Flowers señaló: "Pensándolo bien, esta canción debería haber sido un sencillo ¡Probablemente nos arrepentiremos toda la vida por no haberla lanzado! Cuando la tocamos en vivo y comienza el riff de Dave, todo es magia. A nosotros nos encanta esa canción, así que por eso está aquí".
Una canción adicional del álbum Battle Born, «Be Still», fue incluida para cerrar la versión deluxe. Flowers afirmó: "en esta vida, o como quieras llamarlo, la gente escoge canciones y, quizás, durante ese proceso se produce una confusión, ya que hay canciones que los demás no conocen. Esta es una de la cual estamos muy orgullosos, así que sentimos que tendría mejores oportunidades si la poníamos en esta grabación".

## Recepción

### Respuesta de la crítica
En una crítica positiva, Stephen Thomas Erlewine de Allmusic escribió: "El principal legado de Direct Hits, especialmente para aquellos oyentes que siempre han dudado de la capacidad de The Killers, es mostrar como las ambiciones de Sam's Town no quedan tan extravagantes cuando están acompañadas por las selecciones de Day & Age y Battle Born. Los tres últimos álbumes, de los cuales fueron escogidas tres canciones para cada uno, suenan bien aquí, pero lo que realmente perduran son los sencillos de Hot Fuss lanzando en 2004 [...] que ahora parecen capturar un momento en el tiempo, pero, a pesar de todo, trascienden". Robin Murray, de la revista Clash, escribió una crítica positiva del álbum, aunque señaló que era demasiado pronto para un lanzamiento de grandes éxitos: "Como la travesía de un fenómeno pop, Direct Hits se hunde bajo el peso del éxito de la propia banda. Cada canción se siente muy nueva como para justificar esta recopilación. Es un buen repaso, aunque un poco innecesario".

## Lista de canciones
| N.º | Título                            | Escritor(es)                                 | Álbum original | Duración |  |
| 1.  | «Mr. Brightside»                  | Flowers, Keuning                             | Hot Fuss       | 3:42     |  |
| 2.  | «Somebody Told Me»                | Flowers, Keuning, Stoermer, Vannucci         | Hot Fuss       | 3:17     |  |
| 3.  | «Smile Like You Mean It»          | Flowers, Stoermer                            | Hot Fuss       | 3:54     |  |
| 4.  | «All These Things That I've Done» | Flowers                                      | Hot Fuss       | 5:01     |  |
| 5.  | «When You Were Young»             | Flowers, Keuning, Stoermer, Vannucci         | Sam's Town     | 3:40     |  |
| 6.  | «Read My Mind»                    | Flowers, Keuning, Stoermer                   | Sam's Town     | 4:06     |  |
| 7.  | «For Reasons Unknown»             | Flowers                                      | Sam's Town     | 3:32     |  |
| 8.  | «Human»                           | Flowers, Keuning, Stoermer, Vannucci         | Day & Age      | 4:09     |  |
| 9.  | «Spaceman»                        | Flowers, Keuning, Stoermer, Vannucci         | Day & Age      | 4:43     |  |
| 10. | «A Dustland Fairytale»            | Flowers, Keuning, Stoermer, Vannucci         | Day & Age      | 3:45     |  |
| 11. | «Runaways»                        | Flowers                                      | Battle Born    | 4:04     |  |
| 12. | «Miss Atomic Bomb»                | Flowers, Vannucci                            | Battle Born    | 4:53     |  |
| 13. | «The Way It Was»                  | Flowers, Keuning, Stoermer, Vannucci, Lanois | Battle Born    | 3:51     |  |
| 14. | «Shot at the Night»               | Flowers                                      | Canción nueva  | 4:02     |  |
| 15. | «Just Another Girl»               | Flowers                                      | Canción nueva  | 4:22     |  |

| Bonus tracks de la edición deluxe |                                             |                                      |                |          |  |
| N.º                               | Título                                      | Escritor(es)                         | Álbum original | Duración |  |
| 16.                               | «Mr. Brightside» (demo original)            | Flowers, Keuning                     | No lanzado     | 4:22     |  |
| 17.                               | «When You Were Young» (Calvin Harris remix) | Flowers, Keuning, Stoermer, Vannucci | Canción nueva  | 6:12     |  |
| 18.                               | «Be Still»                                  | Flowers, Lanois                      | Battle Born    | 4:33     |  |

## Posicionamiento en listas y certificaciones
| Lista (2013)                                  | Posición |
| --------------------------------------------- | -------- |
| Alemania (Media Control)                      | 63       |
| Australia (ARIA)                              | 30       |
| Austria (Ö3 Austria)                          | 73       |
| Bélgica (Ultratop Flanders)                   | 18       |
| Bélgica (Ultratop Wallonia)                   | 42       |
| Canadá (Billboard)                            | 25       |
| España (PROMUSICAE)                           | 34       |
| Estados Unidos (Billboard 200)                | 20       |
| Estados Unidos (Billboard Alternative Albums) | 4        |
| Estados Unidos (Billboard Rock Albums)        | 5        |
| Francia (SNEP)                                | 166      |
| Irlanda (IRMA)                                | 5        |
| Italia (FIMI)                                 | 50       |
| Noruega (VG-lista)                            | 39       |
| Países Bajos (MegaCharts)                     | 40       |
| Reino Unido (OCC)                             | 6        |
| Suiza (Schweizer Hitparade)                   | 57       |

| Región            | Certificación | Ventas  |
| ----------------- | ------------- | ------- |
| Reino Unido (BPI) | Oro           | 100.000 |